# Гиревцы
Ги́ревцы (бел. Гі́раўцы) — деревня в составе Радомльского сельсовета Чаусского района Могилёвской области Республики Беларусь.

## География

Деревня Гиревцы на карте Чаусского района

Деревня Гиревцы (стар. Гировцы) расположена на востоке Могилевской области в междуречье Прони и Баси. Ведущую роль в формировании рельефа принадлежит Сожскому леднику и его водно-ледниковым потокам. Находится рядом с деревней Радомля (центром древнего племени радимичей).
Точные координаты деревни:
53°55’38.34"С; 31° 0’42.95"В.
Почвы преимущественно суглинистые.
Климатические условия: мягкая, с частыми оттепелями зима, дождливое нежаркое лето, неустойчивость погоды в весеннее-осенний период. Среднегодовая температура около 5 градусов.

## Население
- 2007 год — 29 человек
- 2010 год — 17 человек

## Фотогалерея

Добро пожаловать
Въезд с «БАМа»
Леоновка
Шлях
Дом
Улица
За деревней
Дома
Дома
Огороды
Ферма
Ферма
За деревней
Озеро (клуб)